# Thelypteris villana
Thelypteris villana är en kärrbräkenväxtart som beskrevs av L.D. Gómez. Thelypteris villana ingår i släktet Thelypteris och familjen Thelypteridaceae. Inga underarter finns listade.